# Kandaké z Meroe
Pelekh, Kandaké z Meroe (také známa jako Černá královna Kandaké z Núbie) byla královna kušitského království Meroe v oblasti Núbie, vládnoucí v dobách tažení Alexandra Velikého. Kandaké není vlastní jméno, ale titul královen a královen matek užívaný v africkém Kúšitském království, jež zahrnovalo i Núbii. Podle Alexandrovského románu (neznámý autor je někdy nazýván Pseudo-Kallisthénes) se Alexandr Veliký a Kandaké z Meroe setkali, když Alexandr podnikl vpád do Núbie. Ve skutečnosti však Alexandr Núbii nikdy nenapadl a nikdy se nepokusil postupovat jižněji, než za oázu Siwa v Egyptě.

## Kandaké z Meroe a Alexandr Veliký
Legenda praví, že roku 332 před naším letopočtem se Alexandr Veliký pokusil dobýt Núbii. Kandaké z Meroe svá vojska dovedla ke strategickému setkání s makedonskými armádami a když se Alexandr blížil, Kandaké seděla na válečném slonu. Královna Alexandra varovala, že mu nedovolí vstoupit do své země a rovněž, aby jí nepohrdal pro černou barvu kůže:
| „                                      | V našich duších jsme světlejší a jasnější než ten nejsvětlejší z vás. | “ |
| — Kandaké z Meroe, Pseudo-Kallisthénes |                                                                       |   |

Když Alexandr viděl núbijské šiky a zhodnotil sílu královniny armády, upustil od svého tažení a rozhodl se ustoupit zpět do Egypta. Podle jiných verzí příběhu o Alexandrovi se makedonský král a Kandaké z Meroe do sebe zamilovali.
Tyto legendy vycházejí z Alexandrovského románu od neznámého autora, zvaného však někdy Pseudo-Kallisthénes, rozsáhlého díla o životě a úspěších Alexandra Velikého, jež jsou z velké části přehnanou fikcí. Marcus Annaeus Lucanus tvrdí, že Alexandr do Etiopie vyslal Kallisthéna („do nejvzdálenější země etiopské“ - per ultima terrae Aethiopum). Podle dalších verzí Alexandrovského románu se do Etiopie Alexandr vydal sám. Události z Alexandrovského románu jsou běžně citovány, ale nezdá se, že by se zakládaly na historickém základě z Alexandrovy doby a celý příběh o setkání Alexandra Velikého a Kandaké z Meroe je tak pravděpodobně pouze legendou.